# Luciano Xavier Santos
Luciano Xavier Santos (Lisbona, 1734 – Lisbona, 2 febbraio 1808) è stato un compositore portoghese.

## Biografia
Santos studiò musica sotto la guida del compositore Giovanni Giorgi presso la scuola di musica sacra istituita dal Re Giovanni V a Santa Catarina de Ribamar e successivamente, il 20 maggio 1756, venne ammesso all'Irmandade de Santa Cecília, l'associazione dei musicisti di Lisbona. In seguito, per tutta la vita, fu attivo come organista titolare della cappella reale. Egli compose un gran numero di lavori sacri, nonché diverse opere e serenate per la corte.

## Composizioni

### Lavori teatrali
- Le grazie vendicate (azione teatrale, libretto di Pietro Metastasio, 1762)
- Gli orti esperidi (serenata, libretto di Pietro Metastasio, 1764)
- Ercole sul Tago (serenata, libretto di Vittorio Amedeo Cigna-Santi, 1765)
- Il natal di Giove (serenata, libretto di Pietro Metastasio, 1766)
- La danza (cantata, libretto di Pietro Metastasio, 1766)
- Il sogno di Scipione (serenata, libretto di Pietro Metastasio, 1768)
- Il Palladio conservato (serenata, libretto di Pietro Metastasio, 1771)
- Alcide al bivio (serenata, libretto di Pietro Metastasio, 1778)
- Ati e Sangaride (serenata, libretto di Gaetano Martinelli, 1779)
- Palmira di Tebe (serenata, libretto di Gaetano martinelli, 1781)
- Esione (serenata, libretto di Gaetano Martinelli, 1784)
- Il re pastore (dramma per musica, libretto di Pietro Metastasio, 1797)
- La Galatea (serenata, libretto di Pietro Metastasio)
- La clemenza di Tito (dramma per musica, libretto di Pietro Metastasio; di dubbia attribuzione)

### Altri lavori
- L'Isacco, figura del Redentore (oratorio, libretto di Pietro Metastasio, 1763)
- La passione di Gesù Christo (oratorio, libretto di Pietro Metastasio, 1783)
- Altri 79 lavori sacri (tra i quali varie messe, mattutini, lamentazioni, Magnificat, Te Deum, responsori, mottetti, Benedictus, Stabat Mater, salmi)
- Sinfonia (1799)